# Tanyproctus francottei
Tanyproctus francottei är en skalbaggsart som beskrevs av Keith och Marc Lacroix 1999. Tanyproctus francottei ingår i släktet Tanyproctus och familjen Melolonthidae. Inga underarter finns listade i Catalogue of Life.